# مرجع كرة القدم المحترفة.كوم
مرجع كرة القدم المحترفة.كوم هو موقع ويب من نوع قاعدة بيانات رياضية وموقع ويب حول الرياضات أنشئ في 2003، الموقع ملك سبورتس رفرنس، وهو متوفر باللغة الإنجليزية.

## وصلات خارجية
- الموقع الرسمي